# Novruzəli Məmmədov
Novruzəli Məmmədov (* 1940; † 17. August 2009; auch Novruzäli Mämmädov) war ein aserbaidschanischer Journalist, der sich für die Rechte des Minderheitsvolks der Talyschen in Aserbaidschan einsetzte.

## Tätigkeit
Novruzəli Məmmədov war selbst Angehöriger des Volkes der Talyschen und gab die Zeitung Tolışi sədo (deutsch Stimme der Talyschen) heraus. Außerdem betrieb er ein talyschisches Kulturzentrum und arbeitete an der Nationalen Akademie der Wissenschaften Aserbaidschans am Institut für Linguistik.

## Festnahme und Verurteilung
Am 3. Februar 2007 wurde Məmmədov zunächst unter dem Vorwurf des Widerstands gegen die Staatsgewalt festgenommen. Am 24. Juni 2007 wurden er und der Mitherausgeber von Talyschi Sado, Elman Quliyev, des Hochverrats angeklagt und zu langen Haftstrafen verurteilt. Məmmədov sollte demnach 10 Jahre in einem Gefängnis des verschärften Vollzugs einsitzen. Ihm wurde Spionage für den Iran vorgeworfen. Seine Zeitung, deren Erscheinen nach seiner Festnahme eingestellt wurde, sei demnach mit Geldern der iranischen Regierung finanziert worden.
Internationale Organisationen wie die Unrepresented Nations and Peoples Organization betrachteten Məmmədov als politischen Gefangenen und sahen sein Engagement für die Minderheit der Talyschen als wahren Grund seiner Verhaftung und Verurteilung. Der Menschenrechtskommissar des Europarates, Thomas Hammarberg äußerte im Namen des Europarates öffentlich Kritik an der Verurteilung Məmmədovs. Auch Vertreter zwischenstaatlicher Organisationen vor Ort, wie das OSZE-Büro in Baku, setzten sich für Məmmədov ein.

## Tod
Am 27. Juli 2009 wurde Məmmədov in ein Gefängniskrankenhaus verlegt. Vorausgegangen waren Monate der Krankheit, in denen Məmmədov nach Angaben von Menschenrechtsorganisationen eine medizinische Behandlung verweigert wurde. Am 17. August 2009 starb Məmmədov, offiziellen Angaben zufolge an einem Herzinfarkt.

## Familie
Auch Familienangehörige Məmmədovs waren wiederholt staatlichen Repressionen ausgesetzt. Seine Söhne Emil und Kamran wurden mehrfach bedroht, entführt und misshandelt. Kamran Məmmədov starb am 8. September 2007 an einem Herzinfarkt. Emil Məmmədov war 2008 zeitweise wegen angeblichen Drogenbesitzes inhaftiert. Da sich die Vorwürfe jedoch nicht beweisen ließen, wurde er wieder auf freien Fuß gesetzt.